# Fritz Göhler

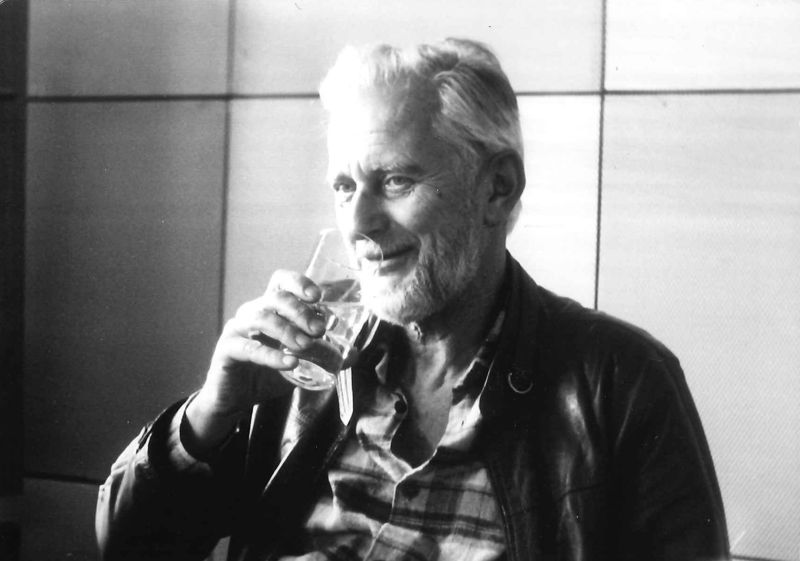
Fritz Göhler (1986)

Fritz Göhler (* 19. Januar 1926 in Leipzig; † 13. April 2007 in Berlin) war ein deutscher Fernsehfilm- und Hörspielregisseur.

## Leben
Fritz Göhler arbeitete von 1947 bis 1954 als Schauspieler, Dramaturg und Regisseur an mehreren Theatern, unter anderem in Rudolstadt und Eisenach, ehe er zum Rundfunk wechselte. Göhler zählte zu den produktivsten Hörspielregisseure des DDR-Rundfunks und widmete sich besonders dem Einsatz von Original-Auftragskompositionen in seinen Stücken. Neben Gastinszenierungen bei Rundfunkstationen in Prag, Warschau, Stockholm, Brno und Wien, arbeitete Göhler darüber hinaus auch als Gastregisseur beim Fernsehen und bei der Schallplatte.
Er erhielt mehrere Hörspielpreise, unter anderem für die Inszenierung von Eine Tulpe, ein Stein, ein Schwert. Nach dem Ende des DDR-Rundfunks arbeitete er unter anderem für die Hörspielredaktionen von ORB und DLR Berlin.
Fritz Göhler verstarb am 13. April 2007. Die Beerdigung fand am 2. Mai in Berlin statt.

## Auszeichnungen
- 1970 Kunstpreis der DDR
- 1983 Nationalpreis der DDR III. Klasse

## Filmografie
- 1967: Kinder der Sonne (Fernsehfilm)
- 1967: Der Schatten eines Kämpfers (Fernsehfilm)
- 1968: Die Kleinbürger (Fernsehfilm)

## Hörspiele (Auswahl)
- 1958: Brüder Grimm: König Drosselbart (Kinderhörspiel – Rundfunk der DDR)
- 1962: Gerhard Stübe: Das Südpoldenkmal (Hörspiel – Rundfunk der DDR)
- 1963: Rolf Schneider: Der Ankläger (Hörspiel – Rundfunk der DDR)
- 1963: Thorbjørn Egner: Annette und die wilden Räuber (Kinderhörspiel – Rundfunk der DDR)
- 1963: Hanna Emuth: Fummel und Bummel beim Weihnachtsmann (Kinderhörspiel – Litera)
- 1964: William Shakespeare: Macbeth (Hörspiel – Rundfunk der DDR)
- 1964: Martine Monod: Normandie-Njemen – auch Bearbeitung (Kinderhörspiel – Rundfunk der DDR)
- 1965: Margarete Jehn: Der Bussard über uns (Hörspiel – Rundfunk der DDR)
- 1966: William Shakespeare: Der Sturm (Hörspiel – Rundfunk der DDR)
- 1967: Paul Everac: Die unsichtbare Staffette (Hörspiel – Rundfunk der DDR)
- 1967: Gerhard Stübe: John Reed. Dramatische Chronik in drei Teilen (Hörspiel – Rundfunk der DDR)
- 1967: Michel Cournot: Die Kinder des Gerichts (Hörspiel – Rundfunk der DDR)
- 1968: Ernst Ottwalt: Kalifornische Ballade (Rundfunk der DDR)
- 1968: Erich Schlossarek: Risiko (Rundfunk der DDR)
- 1969: Armin Müller: Franziska Lesser, zwanzig (Rundfunk der DDR)
- 1969: Hans Siebe: Der Mitternachtslift (Kriminalhörspiel – Rundfunk der DDR)
- 1969: Bernhard Thieme: Protokoll über einen Zeitgenossen (Rundfunk der DDR)
- 1970: Prudencio de Pereda: Fiesta in Mozares (Romanbearbeitung und Stereo-Hörspiel-Inszenierung – gemeinsam mit Werner Grunow – Rundfunk der DDR)
- 1970: Ralph Knebel: Und nicht vergessen warum (Rundfunk der DDR)
- 1970: Stephan Hermlin: Scardanelli (Rundfunk der DDR)
- 1970: Armand Lanoux: Der Hüter der Bienen (Hörspiel – Rundfunk der DDR)
- 1970: Autorenkollektiv: Gespräche an einem langen Tag (Co-Autor) – Regie: Detlef Kurzweg (Hörspiel – Rundfunk der DDR)
- 1971: Heinrich Mann: Die Jugend des Königs Henri Quatre (Rundfunk der DDR)
- 1971: Heinrich Mann: Die Vollendung des Königs Henri Quatre (Rundfunk der DDR)
- 1972: William Shakespeare: Sturm (Rundfunk der DDR)
- 1973: Bertolt Brecht: Leben des Galilei (Galilei) (Rundfunk der DDR)
- 1973: Francoise Xenakis: Auf der Insel wollte sie ihm sagen... (Rundfunk der DDR)
- 1974: Herbert Fischer: Autofahrt (Rundfunk der DDR)
- 1974: Lia Pirskawetz: Vox Humana (Rundfunk der DDR)
- 1974: Hans-Ulrich Lüdemann: Blümlein ist gegangen (Hörspiel – Rundfunk der DDR)
- 1975: Jean Pélégri: Der Aufschrei (Hörspiel – Rundfunk der DDR)
- 1975: Alonso Alegría: Die Überquerung des Niagara-Falls
- 1976: Franz Fühmann: Zweiundzwanzig Tage oder Die Hälfte des Lebens
- 1978: Helmut Bez: Jutta oder Die Kinder von Damutz
- 1978: Till Sailer: Winterreise (Hörspiel – Rundfunk der DDR)
- 1979: Helmut Bez: Spätvorstellung (Kunstkopfstereo-Inszenierung, Hörspiel – Rundfunk der DDR)
- 1980: Jens Sparschuh: Adieu, mein König Salomo
- 1980: Helmut Bez: Spätvorstellung (Mono-Version, Hörspiel – Rundfunk der DDR)
- 1980: Joachim Walther: Bewerbung bei Hofe (Rundfunk der DDR)
- 1982: Walentin Rasputin: Matjora (Rundfunk der DDR)
- 1982: Johann Wolfgang von Goethe: Stella (Rundfunk der DDR)
- 1982: Walentin Rasputin: Matjora (Hörspiel – Rundfunk der DDR)
- 1982: Peter Hacks: Das Turmverlies (Geschichten von Henriette und Onkel Titus) (Kinderhörspiel – Litera)
- 1982: Peter Hacks: Das Windloch (Geschichten von Henriette und Onkel Titus) (Kinderhörspiel – Litera)
- 1983: Joachim Walther: Wachsender Entfernung
- 1984: Elias Canetti: Die Befristeten
- 1985: Friedrich Hölderlin: Empedokles
- 1988: Thomas Fritz: Epiphaner Schleusen nach Andrei Platonow
- 1987: Reinhard Griebner: Ich gehöre aber einer anderen Richtung an (Rundfunk der DDR)
- 1987: Hans Bräunlich: Befehl vor Dienstantritt (Hörspiel – Rundfunk der DDR)
- 1988: Carlos Cerda: Kein Reisender ohne Gepäck (Rundfunk der DDR)
- 1990: Dylan Thomas: Unter dem Milchwald (Original-Hörspiel – Rundfunk der DDR)
- 1990: Joachim Walther: Infarkt
- 1990: Georg Seidel: Carmen Kittel (Hörspiel – Funkhaus Berlin)